# Exercitatio Anatomica de Motu Cordis et Sanguinis in Animalibus
Exercitatio Anatomica de Motu Cordis et Sanguinis in Animalibus («Exercice anatomique sur le mouvement du cœur et du sang chez les animaux»), communément appelé De Motu Cordis, est le travail le plus connu du médecin William Harvey. Le livre a d'abord été publié en 1628 et a établi la circulation du sang.
C'est un point de repère dans l'histoire de la physiologie. Tout aussi important que sa substance était sa méthode. Harvey a combiné des observations, des expériences, des mesures et des hypothèses de manière extraordinaire pour arriver à sa doctrine. Son travail est un modèle de son genre. Il a eu une influence immédiate et de grande portée sur ses contemporains.
Dans le De motu cordis, Harvey a étudié l'effet des ligatures sur le flux sanguin. Le livre a également soutenu que le sang a été pompé autour du corps dans une « double circulation », où après avoir été renvoyé au cœur, il est recyclé dans un système fermé vers les poumons et vers le cœur, où il est retourné à la circulation principale.

## Historique

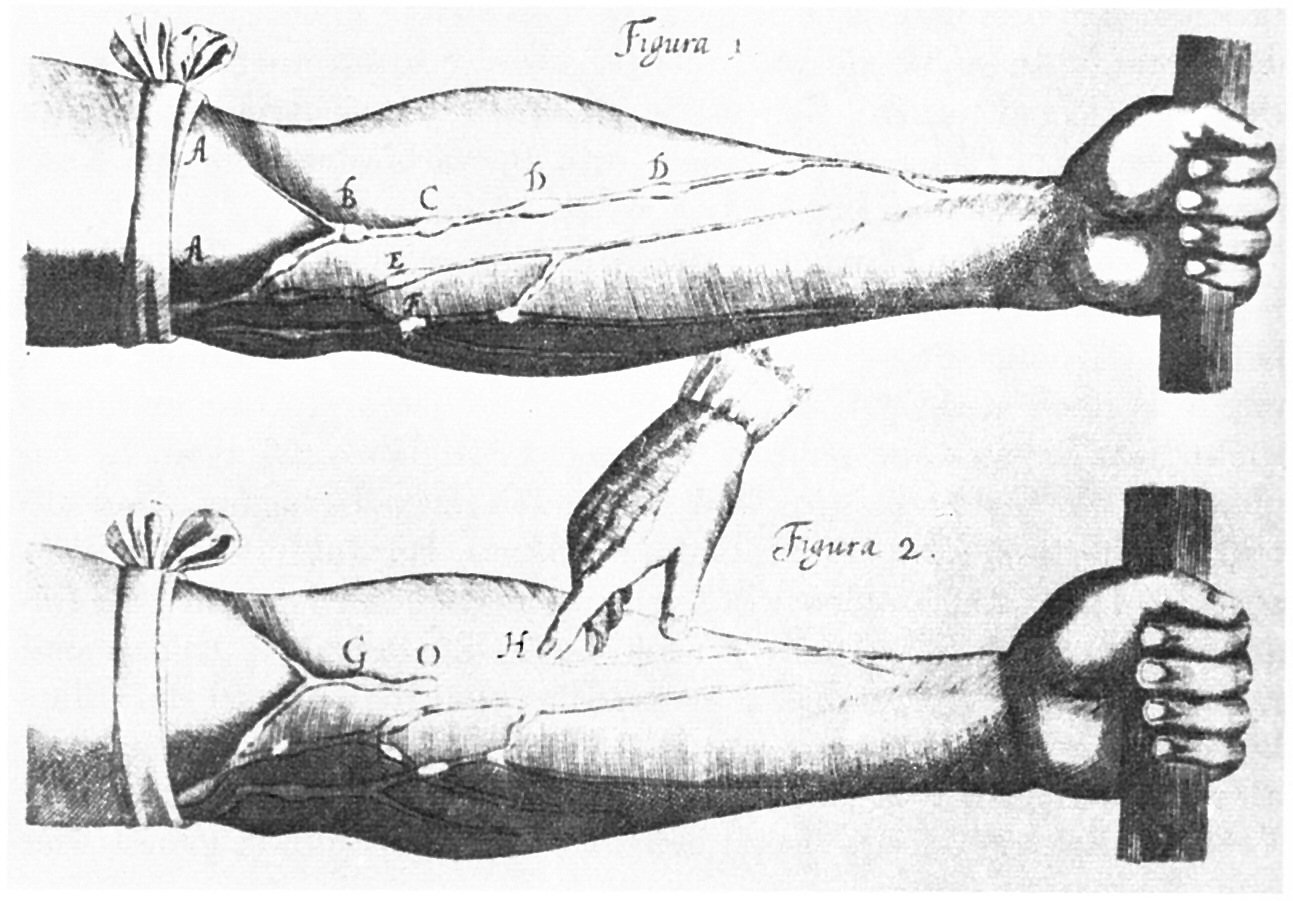
Illustration d'une expérience parue dans lExercitatio Anatomica de Motu Cordis et Sanguinis in Animalibus de William Harvey

Le De Motu Cordis est publié à Francfort en 1628. Écrit en latin, l'ouvrage sera traduit en français par Charles Richet en 1869. 

## Contenu
L'ouvrage, relativement bref, se compose de 17 chapitres. Dans la première partie, les cinq premiers chapitres du livre, Harvey expose ses idées sur le mouvement du cœur et du sang comme il faisait jusque-là dans ses leçons d'anatomie.  
Il commence par montrer les incohérences et contradictions de Galien sur les mouvements de l'air et du sang vers le cœur. Il se demande comment la valve mitrale pourrait permettre aux vapeurs du corps (air vicié) de revenir par la veine pulmonaire, mais pas au sang ; et comment l'air pur et l'air vicié pourraient se trouver séparés sans se mélanger dans la veine pulmonaire ; d'autant plus que l'ouverture de cette veine ne montre que du sang. 
Il décrit ensuite ce qui peut être vu et démontré par l'observation anatomique : le mouvement et l'action des oreillettes et des ventricules, et l'existence d'un passage sanguin dans les poumons. Il reconnait qu'il est très difficile d'observer le cœur en mouvement à cause de sa rapidité, mais il trouve une solution par la vivisection de grenouilles et de petits poissons dont le cœur est plus simple et plus lent. Il observe aussi le cœur ralenti des chiens et des porcs à l'agonie. 
Dans les chapitres 6 et 7, il vérifie et confirme les travaux de  Realdo Colombo sur le passage du sang par les poumons. Jusque là, Harvey n'a rien écrit de nouveau, mais son exposé sur les connaissances déjà acquises est de loin, le plus cohérent et le plus détaillé de son temps. 

Ce n'est que dans la deuxième partie, à partir du chapitre 8 qu'il introduit l'idée de circulation sanguine en écrivant : « On peut donc appeler ce mouvement du sang, mouvement circulaire, comme Aristote avait appelé circulaire le mouvement de l'atmosphère et des pluies ». Il ne le fait qu'après cet avertissement préalable :   
« Ce qui me reste à dire (...) est si nouveau et si peu admis, que je crains non seulement la jalousie de quelques personnes, mais l'inimitié de tous : tant-il est vrai que la routine et une doctrine adoptée, profondément enracinée dans notre esprit, sont pour nous comme une seconde nature, surtout quand le respect de la grande antiquité vient s'y joindre. Néanmoins que le sort en soit jeté ! J'ai confiance dans la loyauté des savants et dans leur amour pour la vérité ».
Au chapitre 9, il calcule que la quantité de sang passant dans le cœur par l'aorte en une demi-heure dépasse nettement la quantité de sang qui se trouve dans le corps de l'animal. Il précise ainsi que la masse du sang qui passe par le cœur dépasse rapidement le poids de l'animal ou de l'homme et en conclut qu'il ne peut s'agir que du même sang qui revient continuellement en bouclant un circuit. 
Dans les chapitres suivants, il donne les preuves expérimentales de la circulation du sang, selon une stricte méthode hypothético-déductive, en trois hypothèses énoncées séparément et confirmées tour à tour :  
1. Tout le sang est continuellement poussé par le cœur dans les artères ;
2. Il passe des artères aux veines, soit par des anastomoses, soit en s'infiltrant dans les porosités des tissus ;
3. Il revient par les veines dans le cœur.

Il conclut dans les deux derniers chapitres, en réunissant les pièces du puzzle, pour montrer que la circulation du sang permet d'expliquer l'action étendue et rapide des poisons dans tout le corps (chapitre 16), ainsi que la plus grande épaisseur des artères proches du cœur, faite pour résister à la force de l'éjection cardiaque (chapitre 17). 

## Oppositions
Dès sa parution, les idées de Harvey sont attaquées. Il n'était pas évident pour les contemporains de Harvey que le cœur puisse agir comme une pompe. 
En Angleterre James Primrose (en) refusera les idées développées par le médecin anglais. 
En France, ce sont les médecins Jean Riolan et Guy Patin qui critiqueront l'ouvrage avec véhémence. Pour Riolan, le cœur ne sert qu'à apporter de la chaleur au sang et le sang a pour fonction d'empêcher le cœur de se dessécher. Selon lui, le coeur des hommes robustes est dur alors que celui des femmes est mou. 
Pourtant, bien avant Harvey, certains médecins avaient observé l'isochronisme du pouls et des battements cardiaques mais pensaient à tort que le sang sortait du cœur lors de la diastole, le moment où il est en expansion rendant malaisé d'imaginer cet organe comme une pompe. Ce n'est qu'en 1542 que Jean Fernel affirma que le pouls coïncide non pas avec la diastole mais avec la systole.

## Postérité
Dans cette œuvre, Harvey apporte ainsi comme contribution majeure l'idée que le mouvement du sang réalise un circuit fermé, l'unification des systèmes artériel et veineux et l'explication de l'activité cardiaque en assimilant le cœur à une pompe motrice du fluide sanguin. De plus, il accompagne ses observations d'expériences quantitatives en mesurant et calculant. 
Malgré cela, ses contemporains avaient des raisons de conserver des doutes sur sa théorie car des faits restaient inexpliqués. Par exemple, si c'était le même sang qui circulait dans tout le corps, comment se fait-il qu'il a des aspects différents dans les artères et les veines? Réponse qui dut attendre la mise en évidence l'oxygénation du sang. 
De même, le passage du sang entre les artères et les veines restaient inexpliqué avant que ne furent découverts par Marcello Malpighi les capillaires et les alvéoles pulmonaires grâce à l'utilisation du microscope.